# Lepilemur hollandorum
Lepilemur hollandorum — вид лемуров из рода Lepilemur. Эндемик Мадагаскара. Был обнаружен только в национальном парке «Мананара», однако границы среды обитания ещё не до конца уточнены. Населяет первичные и вторичные дождевые леса. Статус вида был присвоен в 2008 году.
Достаточно крупный среди представителей этого семейства лемур. Масса достигает 1 кг, по этому показателю он приближается к ласковидному лемуру. Шерсть на голове, плечах и вниз до середины спины серая, покрыта красноватыми пятнами. Ниже до основания хвоста цвет шерсти становится более светлым, с коричневатым оттенком.